# 5月23日 (旧暦)
旧暦5月23日は、旧暦5月の23日目である。六曜は先負である。

## できごと
- 明治元年（グレゴリオ暦1868年7月12日） - 兵庫県・飛騨県が設置される。

## 誕生日
- 天保3年（グレゴリオ暦1832年6月21日） - 寺島宗則、外交官（+ 1893年）

## 忌日
- 弘仁2年（ユリウス暦811年6月17日） - 坂上田村麻呂、征夷大将軍（* 758年）
- 寛永11年（グレゴリオ暦1634年6月18日） - 豪姫（樹正院）、前田利家の四女・豊臣秀吉の養女（* 1574年）
- 寛文12年（グレゴリオ暦1672年6月18日） - 石川丈山、文人（* 1583年）